# 사대철인
"사대철인"(四大鐵人)은 한국에서 제작된 김정용 감독의 1977년 액션 영화이다. 왕호 등이 주연으로 출연하였고 황영실 등이 제작에 참여하였다.

## 출연

### 주연
- 왕호
- 양위
- 김기주
- 남충일

## 기타
- 조명: 박창호
- 미술: 이봉선